# Ronald González Brenes
Ronald Alfonso González Brenes (San José, Costa Rica, 8 de agosto de 1970) es un exfutbolista y entrenador costarricense Actualmente está sin equipo.
Iniciado en las divisiones menores del Uruguay de Coronado en Segunda División, Ronald dio el salto a la máxima categoría tras fichar por el Deportivo Saprissa, equipo al cual haría su debut en julio de 1989. Tuvo su experiencia en el continente europeo al jugar en el Dinamo Zagreb y el Vorwärts Steyr. Regresó al conjunto morado en 1991 y disputó seis temporadas ininterrumpidas hasta su salida al Comunicaciones de Guatemala. Volvió a Costa Rica, firmó para el Herediano y logró su tercer periodo como saprissista a partir de 2003, siendo su movida definitiva hasta el retiro en octubre de 2006. En su palmarés como futbolista, se destaca la obtención de seis ligas costarricenses, tres ligas guatemaltecas, cuatro cetros internacionales y un tercer lugar en el Mundial de Clubes.
Representó a la selección de Costa Rica en 65 oportunidades, anotando 5 goles. Conformó el plantel que enfrentó el primer torneo mundial de la categoría Sub-20 de su país, en la edición de 1989. Luego entró en la convocatoria del conjunto absoluto en el Mundial de 1990 que alcanzó los octavos de final. A nivel continental, jugó la Copa de Oro de la Concacaf 1991, la Copa de Naciones UNCAF en 1993 y 1997, así como de la Copa América 1997.
Fue entrenador de liga menor de Saprissa, inclusive llegando a dirigir al equipo de Segunda División. Se incorporó a la Selección Sub-20 de Costa Rica en septiembre de 2007, donde asumió el cargo de primer estratega. Conquistó el título de Concacaf previo al Mundial 2009 y luego obtuvo el cuarto puesto en el máximo torneo de selecciones a nivel global, perteneciente a la categoría. Queda subcampeón de la confederación en 2011, y logra otro pase a la Copa del Mundo Sub-20, esta vez celebrada en Colombia. González logró pasos efímeros al combinado absoluto costarricense, así como en la olímpica. Se marcha al Comunicaciones de Guatemala, club en el que se hace con el cetro del Apertura 2012. Posteriormente regresa a su país y dirige al Deportivo Saprissa. Fue el encargado de proclamar a los morados campeones de Copa 2013 y del Verano 2014. Tras un tiempo fuera de los banquillos, en febrero de 2016 se va al Uruguay de Coronado, con la consigna de sacarlo de posiciones complicadas en la tabla, sin embargo no le fue posible y perdió la división. Desde febrero de 2017 hasta febrero de 2018, fue el entrenador por segunda ocasión del Comunicaciones guatemalteco. Desde el 1 de agosto al 20 de noviembre de 2018, asumió otro periodo de estratega interino de la selección costarricense, para luego volver como técnico oficial a partir el 30 de septiembre de 2019 hasta el 9 de junio de 2021.

## Trayectoria como jugador
Con tan solo dieciocho años, Ronald llegó en 1988 al Uruguay de Coronado proveniente del Deportivo Independiente de Dulce Nombre —un equipo de la zona—, para formarse en las categorías inferiores del conjunto lechero. Debutó el 28 de agosto de 1988 con los coronadeños, en la victoria 3-1 sobre Guanacasteca marcándole un gol al guardameta Gerardo Sequeira. Luego se convirtió en un futbolista emblemático por su entrega, potencia física y eficiencia en el trabajo defensivo, así como del liderazgo que proyectaba a sus compañeros.
En 1989 pasa al Deportivo Saprissa de la Primera División y hace su debut precisamente ante Uruguay de Coronado el 14 de julio. Se hizo con el título de campeón en esa misma temporada, siendo el primero de su carrera. Su buena participación con la escuadra costarricense que disputó el Mundial de 1990 —competencia en la que fue el más joven del plantel—, le permitió salir del país a mediados de dicho año para incorporarse al Dinamo Zagreb de Yugoslavia —actual Croacia— y luego recalar en el Vorwärts Steyr de Austria. Regresó a Saprissa en 1991 más experimentado, para ser uno de los líderes en la consecución de los cetros nacionales de las temporadas de 1993-94, 1994-95 y 1997-98. Para el ámbito internacional, ganó dos veces la Copa de Campeones de la Concacaf, en 1993 y 1995. Alcanzó dos subcampeonatos de la Copa Interamericana, en sus ediciones de 1994 y 1997, tras perder los duelos frente a la Universidad Católica de Chile y Atlético Nacional de Colombia, respectivamente. A nivel regional, González volvió a conseguir los segundos lugares del Torneo Grandes de Centroamérica, en 1996 —frente al rival en clásicos Alajuelense— y 1997 —contra el Alianza de El Salvador—.
Una vez terminado su segundo ciclo con los morados, en 1998 es traspasado al Comunicaciones de Guatemala, equipo en el cual fue capitán y campeón de la temporada 1998-99, además de los torneos cortos de Apertura 1999 y Clausura 2001. Volvió a Costa Rica para firmar con el Herediano, manteniendo el vínculo con los florenses hasta el año 2003. Su último periodo como futbolista se dio de nuevo para Saprissa, cuando firmó el 25 de junio de 2003. Ganó un título nacional del periodo 2003-04, mientras que en certámenes continentales salió campeón de la Copa Interclubes UNCAF 2003 —con un segundo lugar en la edición de 2001— y la Copa de Campeones de la Concacaf 2005 —y otro subcampeonato en 2004—. Disputó los tres partidos para su club en el Mundial de Clubes de la FIFA, ante el Sydney de Australia (victoria 0-1 por los cuartos de final), frente al Liverpool de Inglaterra (derrota 3-0 en la semifinal) y en la definición por el tercer lugar contra el Al-Ittihad de Arabia Saudita. Su equipo triunfó con cifras de 2-3 para adjudicarse con la medalla de bronce. Ronald concluyó una temporada más como campeón de liga 2005-06. El 1 de octubre de 2006, anuncia su retiro definitivo del fútbol a los 36 años, y jugó su partido de despedida ante un grupo de amigos del Uruguay de Coronado perteneciente a la década de 1980, en el Estadio Ricardo Saprissa.

## Trayectoria como entrenador
Tras su retiro, incursionó su carrera para ser entrenador de la liga menor de Saprissa, inclusive llegando a dirigir la escuadra de la segunda categoría. El 17 de septiembre de 2007, Ronald dejó al conjunto morado para ocupar tres puestos en la Federación Costarricense de Fútbol. De esta manera, fue nombrado primer entrenador de la Selección Sub-20 de Costa Rica, asistente técnico del combinado olímpico y segundo ayudante de la selección absoluta, estos dos últimos cargos teniendo a Hernán Medford como el estratega principal.

#### Selección Sub-20 de Costa Rica
Tuvo sus primeras convocatorias con el equipo Sub-20 costarricense desde enero de 2008, donde enfrentó partidos amistosos. Debutó en un torneo oficial el 17 de septiembre de ese año, por la primera fecha de la eliminatoria centroamericana al Campeonato de la Concacaf —el cual tomaría lugar en 2009— contra Nicaragua en el Estadio Tiburcio Carías de Tegucigalpa. Logró la victoria por goleada 4-0. Días después venció al conjunto de Honduras (1-2) y de esta forma lideró a su grupo para clasificar al certamen final.
Instaurado en el Campeonato Sub-20 de la Concacaf 2009 —celebrado en Trinidad y Tobago—, Ronald ganó con su escuadra el grupo B mediante las victorias sobre México (0-1) y Canadá (2-1), así como el empate a cero goles ante los trinitarios. En semifinales alcanzó el triunfo contra Honduras por la definición en penales y, en la final dada el 15 de marzo frente a Estados Unidos en el Marvin Lee Stadium, conquistó el título de la categoría tras vencer al rival con cifras de 3-0.
Para el Mundial Sub-20 de 2009, su combinado tuvo un difícil comienzo al caer goleado 5-0 ante Brasil, pero se repuso mediante la victoria 0-3 contra Australia, sin embargo sufrió otra derrota esta vez frente a República Checa (2-3). Alcanzó un cupo a la siguiente ronda luego de haber accedido a los mejores terceros —superando en el criterio de goles anotados al eliminado Estados Unidos—. Salió victorioso 0-2 sobre el anfitrión Egipto en octavos de final, venció en tiempo suplementario a Emiratos Árabes Unidos por lo cuartos de final y terminó perdiendo por la mínima de nuevo ante los brasileños, esto por las semifinales del torneo. El 16 de octubre se confirmó la obtención del cuarto lugar —mejor posición en la historia del equipo costarricense— tras la derrota contra Hungría en penales.
Continuó al mando de la selección y disputó la eliminatoria centroamericana al Campeonato de la Concacaf, en noviembre de 2010, superando a Nicaragua (4-0) y perdiendo ante Panamá (0-1). Aunque no logró sacar la serie de repechaje contra El Salvador, la federación de Costa Rica apeló la alineación indebida de un jugador salvadoreño, permitiéndole acceder a la competencia del área.
Enfrentó el Campeonato Sub-20 de la Concacaf 2011 con sede en territorio guatemalteco. En el Estadio Cementos Progreso, su país derrotó a Guadalupe y Canadá con marcador idéntico de 3-0 en ambos cotejos, para asumir el liderato del grupo C y clasificar a la siguiente ronda. Su combinado goleó 6-1 a Cuba en el Estadio Mateo Flores por los cuartos de final, se sobrepuso 2-1 al anfitrión Guatemala y perdió la final 3-1 contra México, quedándose con el subcampeonato del torneo y los cupos al Mundial y a los Juegos Panamericanos.
Inició con derrota 1-4 en la fecha inaugural de su equipo en el Mundial Sub-20 de 2011, contra España. Seguidamente triunfó 2-3 sobre Australia y su escuadra volvió a caer con una pérdida de 3-0 ante Ecuador. El rendimiento mostrado por sus dirigidos apenas les alcanzó para avanzar a la ronda eliminatoria. Sin embargo, el 9 de agosto en el Estadio Nemesio Camacho El Campín, su conjunto perdió con cifras de 3-2 frente al país sede Colombia, quedándose fuera de competencia.
Debido a que González estaba involucrado en los proyectos de dirigir a los escuadrones Sub-20 y Olímpico, donde los Juegos Panamericanos y la fase anterior al Preolímpico de Concacaf se encontraban muy ajustados al calendario, el entrenador, el 30 de septiembre de 2011, cedió su lugar de la Sub-20 al entrenador Carlos Watson.

#### Selección de Costa Rica
A causa de la no clasificación de la Selección de Costa Rica al Mundial de Sudáfrica, el 3 de diciembre de 2009 se ratificó a Ronald González como el entrenador interino que afrontaría los amistosos del año.
Dirigió los duelos desde enero hasta septiembre de 2010, ante rivales como Argentina (3-2), Francia (2-1), Suiza (0-1), Eslovaquia (3-0), Paraguay (2-0), Panamá (2-2) y Jamaica (1-0), logrando solo un triunfo sobre los suizos. Ronald dejó su condición de temporal una vez que asumió el cargo Ricardo La Volpe.
El 17 de agosto de 2011, González vuelve a ser nombrado estratega de la selección costarricense de manera provisional, esto ante la renuncia de La Volpe una semana anterior. Debuta en el amistoso del 2 de septiembre contra Estados Unidos, de visita en el StubHub Center de California, donde ganó con marcador de 0-1. Cuatro días después, su conjunto cayó goleado 4-0 frente a Ecuador. Luego dejó su posición tras la llegada del colombiano Jorge Luis Pinto.

#### Selección Olímpica de Costa Rica
Bajo el mando de González, su combinado enfrenta la eliminatoria centroamericana al Preolímpico de Concacaf, debutando el 21 de septiembre de 2011 con victoria 4-0 sobre Nicaragua. Tras el empate de dos días después contra el país local Honduras, su selección quedó relegada al segundo puesto del grupo B, y por lo tanto en la serie de repesca frente a Panamá, conjunto que obtuvo la segunda casilla del otro grupo. A finales de octubre y principios de noviembre, sus dirigidos no pudieron clasificar al torneo final de la confederación, debido al resultado agregado de 3-2. Este fue el primer fracaso del entrenador en el cargo de una selección.

#### Comunicaciones F. C.
El 21 de diciembre de 2011, Ronald es fichado para ser el nuevo director técnico del Comunicaciones de Guatemala, en sustitución del argentino Iván Franco Sopegno.
Dirige veintidós partidos de la fase regular del Torneo de Clausura 2012 —con trece victorias, tres empates y seis derrotas—, colocando al club a la siguiente ronda como líder y favorito al título. El 13 de mayo, queda eliminado en semifinales por el Municipal —rival en clásicos— mediante la derrota 1-2 de local. Poco después, hubo un interés real del Deportivo Saprissa en traer al estratega en el equipo, pero Ronald decidió quedarse con los cremas.
El club se vistió de gala al obtener el título de liga del Apertura 2012 —el primero para González en Guatemala—, venciendo al Municipal con marcador agregado de 4-0. En este certamen, contabilizó veintiocho duelos dirigidos, ganó diecinueve, empató siete y perdió únicamente dos, para un 68 por ciento de rendimiento.

#### Deportivo Saprissa
Tras quedar eliminado en semifinales, Daniel Casas, el entonces director técnico uruguayo del Deportivo Saprissa, decidió renunciar a su cargo, por lo que la dirigencia volvió a contactar a Ronald para que estuviera al frente del equipo. Por ello, el 19 de diciembre de 2012, González logró un acuerdo con el Comunicaciones para que le dejara marcharse al club costarricense.
Para el Campeonato de Verano 2013, Ronald trajo figuras que había dirigido en su paso por el Comunicaciones, como Michael Umaña y Diego Estrada. Tuvo su debut en el banquillo saprissista el 13 de enero, por la primera fecha contra San Carlos en el Estadio Ricardo Saprissa. Su equipo se vio sorprendido por la victoria de los visitantes con marcador de 1-2. Aún en proceso de reestructuración de planilla, su conjunto logró afianzar resultados importantes, pero a su vez derrotas que terminan siendo inesperadas. Clasificó a los morados a la serie de semifinales —en el tercer lugar de la tabla—, mediante los veintidós compromisos dirigidos, once victorias, cinco empates y seis derrotas. Luego de dos empates en esta instancia contra el Cartaginés, su club quedó eliminado por la ventaja deportiva del rival.
El 4 de agosto de 2013, Ronald alcanza su primer título oficial al mando de Saprissa, tras ganar en penales la final del Torneo de Copa sobre Carmelita, en el Estadio Nacional.
Desde su debut en el Campeonato de Invierno 2013 dado el 11 de agosto, hasta el 13 de octubre, el entrenador alcanzó una importante racha de doce partidos sin conocer la derrota, contabilizando ocho victorias y cuatro empates en ese periodo. En la conclusión de la segunda vuelta de la fase regular, su equipo quedó disminuido en la ofensiva al perder varios jugadores por lesión. Esto influyó en la posición final de su escuadra, la cual acabó en el tercer puesto con 42 puntos. Ganó la semifinal de ida 1-0 sobre Alajuelense, pero perdió el encuentro de vuelta con el mismo marcador, por lo que su club fue eliminado de la posibilidad de optar por el título.
En el inicio del Campeonato de Verano 2014, González tuvo un debut complicado al perder el primer partido contra Pérez Zeledón (1-2), en el propio estadio saprissista. Después logró la victoria ajustada de 1-0 sobre la Universidad de Costa Rica y un empate a dos anotaciones contra Carmelita. Vivió el momento más tenso desde que asumió la dirección técnica el 26 de enero, tras igualar 1-1 de local ante Limón, ya que los aficionados morados estuvieron pidiendo su salida por los resultados adversos. A pesar de esta situación, la directiva le dio continuidad al proceso de Ronald y luego sumó una racha de veinte partidos sin caer, hasta la pérdida 1-0 frente al Cartaginés en la fecha 22. Saprissa quedó líder de la clasificación con 46 puntos, derrotó a la Universidad de Costa Rica con global de 2-0 en semifinales y el 10 de mayo se proclamó campeón —que no hacía en cuatro años— por trigésima vez tras vencer a Alajuelense (1-0).
Con un equipo de carácter ofensivo, disputó el Torneo de Copa 2014 y ganó los tres compromisos de fase de grupos, contra Cariari (0-7), Santos de Guápiles (4-2) y Limón (2-4). Superó en penales al Herediano pero perdió con marcador de 3-2 la final ante el Cartaginés, el 10 de agosto en el Estadio Nacional, quedando subcampeón de la competición.
A causa de los resultados adversos ante el Cartaginés y Carmelita, compromisos que acabaron en derrotas con marcador de 1-0, por el Campeonato de Invierno 2014, sumado a la pérdida 3-1 contra el Sporting Kansas City por la fase de grupos de la Liga de Campeones de la Concacaf, resultado que complicaba la clasificación de su escuadra a la etapa eliminatoria del torneo, el 30 de septiembre se oficializa la destitución de González y su lugar fue tomado por Jeaustin Campos, quien fuera el gerente deportivo saprissista.

#### C. S. Uruguay de Coronado
El 1 de febrero de 2016, Ronald fue presentado como nuevo entrenador del Uruguay de Coronado, luego de la salida del argentino Martín Cardetti, teniendo como principal misión acabar con la racha de tres encuentros sin ganar. Firmó un contrato por cuatro torneos cortos, hasta diciembre de 2017.
González identificó rápidamente a los jugadores que podrían ser la espina dorsal de la alineación perfecta para el Uruguay: Christian Montero, Álvaro Sánchez, Ismael Gómez, Alejandro Alpízar y Kenny Cunningham. Además, incorporó a Randall Row como su asistente —quien le acompañó en su periodo con Saprissa—. Hizo su debut el 3 de febrero frente a Limón en el Estadio El Labrador, compromiso que finiquitó empatado a un tanto. Una semana después visita a su anterior equipo en el Estadio Ricardo Saprissa, donde perdió con cifras de 3-0. Luego de cuatro encuentros dirigidos, Ronald logra su primera victoria el 20 de febrero ante el Santos de Guápiles. En el último tramo del Campeonato de Verano, su equipo sufre siete derrotas y todas consecutivas, contra rivales como Limón (3-1), Saprissa (0-1), Belén (2-0), Cartaginés (0-1), Santos (1-0), Carmelita (1-0) y la Universidad de Costa Rica (0-1). Debido a estos malos resultados, y en combinación con el ascenso del conjunto de Carmelita en la tabla acumulada, hizo que su club perdiera la categoría cuando lo único que debía hacer era puntuar para mantenerse. El entrenador fue rescindido a finales de abril debido al descenso, calificándolo como el «golpe más duro de su carrera».

#### Comunicaciones F. C.
Después de un tiempo alejado de los banquillos, el 17 de febrero de 2017, González fue nombrado entrenador del Comunicaciones de Guatemala, equipo al que había dirigido en 2012, con la tarea de sacarlo de posiciones inferiores en la tabla. Empezó su labor al frente del club a partir del 1 de marzo, precisamente en el clásico guatemalteco contra el Municipal, logrando la igualdad de visita sin anotaciones en esa oportunidad. En el transcurrir de las jornadas, logró desarrollar e imponer todo su potencial para colocar a su conjunto en la lucha por un cupo a la siguiente etapa del Torneo de Clausura —obteniendo la cuarta casilla con treinta puntos—. Sin embargo, perdió la serie previa a las semifinales ante el Suchitepéquez.
Para la siguiente competición de liga, el Torneo de Apertura 2017, el Comunicaciones queda fuera de la clasificación a la otra fase tras haber obtenido el séptimo lugar con 34 puntos —igualado en este criterio con el Guastatoya, usando la diferencia de goles para determinar las posiciones—. A pesar de todas las turbulencias y la insatisfacción que reinaba en los aficionados que recayó sobre el entrenador, el 29 de noviembre, la dirigencia confirma la continuidad de Ronald por al menos un torneo más.
El 27 de febrero de 2018, se da por finalizada la relación contractual del estratega con el equipo en mutuo acuerdo, debido a los malos resultados que se le estaban presentando al inicio del Torneo de Clausura.

#### Selección de Costa Rica
El 1 de agosto de 2018, es nombrado entrenador interino de la Selección de Costa Rica en sustitución de Óscar Ramírez, acompañado por sus asistentes Luis Marín y Douglas Sequeira. Entregó su convocatoria el 28 de agosto, para enfrentar un par de juegos amistosos en el continente asiático. Como novedad, el promedio de edad de los futbolistas bajó a veinticinco años en comparación con los veintinueve de la Copa Mundial, dándole oportunidad a jóvenes que aún no habían sumado su primera experiencia en el combinado absoluto. El 7 de septiembre, en el partido contra Corea del Sur en el Estadio de Goyang, sus dirigidos vieron la pérdida con cifras de 2-0. El 11 de septiembre, para el fogueo frente a Japón celebrado en la ciudad de Suita, se presentó la derrota por 3-0. El 19 de septiembre fue ratificado en su puesto para los amistosos de octubre y noviembre.
El 4 de octubre dio su nómina de futbolistas con los que enfrentaría los amistosos de la fecha FIFA, donde destacó los regresos de algunos que fueron habituales en el proceso anterior. El primer duelo se realizó el 11 de octubre en el Estadio Universitario de Monterrey, en donde su combinado enfrentó al conjunto de México. Pese a tomar la ventaja en dos ocasiones, el rival se impuso con marcador de 3-2. Para el cotejo del 16 de octubre contra el equipo de Colombia en el Red Bull Arena en territorio estadounidense, el seleccionado Tico cedió el resultado tras caer derrotado con cifras de 1-3.
El 8 de noviembre de 2018, convocó a su grupo para efectuar los últimos partidos amistosos del año. El 16 de noviembre, logró la primera victoria de su interinato al derrotar 2-3 a Chile en el Estadio El Teniente. De esta manera, rompió la racha de nueve compromisos sin ganar que arrastró su escuadra desde junio. Cuatro días después, obtuvo su segundo triunfo consecutivo sobre Perú con el mismo marcador. Este fue su último juego al frente del equipo ya que posteriormente lo asumiría Gustavo Matosas.
Posterior a la repentina renuncia del entrenador Gustavo Matosas de la selección, González fue tomado como uno de los candidatos para asumir el puesto, pero el 5 de septiembre de 2019 declaró que no aceptaría un puesto de interino. Finalmente, el 30 de septiembre se oficializó su llegada al banquillo costarricense de forma permanente teniendo como principal objetivo la clasificación al Mundial de 2022.
El 4 de octubre de 2019 efectuó su primera convocatoria para enfrentar la Liga de Naciones de la Concacaf. Aunque solo tuvo un día de entrenamiento con el grupo completo, se estrenó en su posición el 10 de octubre en la visita al Estadio Thomas Robinson de Bahamas ante el combinado de Haití, empatando el duelo por 1-1. Tres días después igualó sin goles de local frente a Curazao. El 14 de noviembre triunfó por primera vez en el torneo, derrotando por 1-2 a los curazaleños y terminó la fase de grupos el 17 de noviembre con un empate 1-1 contra los haitianos. Con esto su equipo obtuvo el liderato y se clasificó a la siguiente instancia.
Tras un 2020 paupérrimo en cuanto a resultados en amistosos, la selección volvió a la competencia oficial para jugar la fase final de la Liga de Naciones. El 3 de junio de 2021, empató el duelo de semifinal contra México (0-0) en el Empower Field en Denver, por lo que la serie se llevó a los penales donde su conjunto no pudo avanzar. Tres días después tampoco superó el compromiso por el tercer lugar frente a Honduras (2-2), cayendo por la misma vía de los penales. El 9 de junio tuvo su peor derrota al mando de la selección, al salir goleado por 4-0 ante Estados Unidos. Este revés así como la racha friolera de catorce partidos sin ganar, terminaron por finalmente siendo cesado del cuadro costarricense.

## Selección nacional
El defensa formó parte de la primera nómina de Costa Rica que disputó el Mundial Sub-20 de 1989, celebrado en Arabia Saudita, bajo las órdenes del entrenador Juan José Gámez. González fue el capitán de su equipo en el debut frente a Colombia, el 17 de febrero en el Estadio Príncipe Mohamed bin Fahd, donde portó la dorsal «5» y anotó el gol de la victoria 1-0 al minuto 88'. Dos días después completó la totalidad de los minutos frente a la Unión Soviética (derrota 0-1), y el 22 de febrero quedó en la suplencia contra Siria (pérdida 1-3). Su país fue eliminado en el último lugar del grupo B.
Hizo su debut para el combinado absoluto costarricense el 6 de mayo de 1990, en un amistoso disputado —también como parte de la competición amistosa Copa Marlboro— ante Polonia en el Memorial Stadium de Illinois, Estados Unidos. Ronald tuvo su inicio a los diecinueve años con ocho meses, mientras que su país perdió con cifras de 2-0.
Fue incluido en la lista oficial del entrenador Bora Milutinović para llevar a cabo la realización de la Copa Mundial de 1990 en Italia. Alcanzó la totalidad de los minutos en los tres duelos de la fase de grupos ante Escocia (victoria 1-0), Brasil (derrota 1-0) y Suecia (triunfo 1-2). En octavos de final, marcó el gol del empate 1-1 momentáneo frente a Checoslovaquia al minuto 55' —permitiéndole ser el futbolista más joven en concretar un tanto en la competencia—. Sin embargo, su nación cayó goleada con marcador de 4-1, quedando eliminada.
En 1991, jugó la primera edición de la Copa de Oro de la Concacaf en Estados Unidos, certamen en el que vio acción en cuatro compromisos. Su equipo culminó en el cuarto lugar tras perder la definición por la medalla de bronce contra México (2-0). Fue subcampeón con el escuadrón costarricense en la Copa de Naciones UNCAF 1993 y pudo conquistar un título de la región en 1997. Conformó la lista de convocados para la Copa América 1997 en Bolivia, jugando los tres partidos de la fase de grupos ante Brasil (derrota 5-0), Colombia (pérdida 4-1) y México (empate 1-1).
Para los procesos eliminatorios de Concacaf hacia la Copa del Mundo, González fue habitual en los llamados de los estrategas, pero su escuadra no tuvo éxito en la clasificación hacia los certámenes desarrollados en Estados Unidos 1994 y Francia 1998. Su último juego se dio el 10 de agosto de 2000, en la derrota por 1-5 contra el combinado de Venezuela.

## Clubes

### Como jugador
| Club                      | País       | Año       |
| ------------------------- | ---------- | --------- |
| C. S. Uruguay de Coronado | Costa Rica | 1988      |
| Deportivo Saprissa        | Costa Rica | 1989-1990 |
| G. N. K. Dinamo Zagreb    | Yugoslavia | 1990      |
| S. K. Vorwärts Steyr      | Austria    | 1991      |
| Deportivo Saprissa        | Costa Rica | 1991-1998 |
| Comunicaciones F. C.      | Guatemala  | 1998-2001 |
| C. S. Herediano           | Costa Rica | 2001-2003 |
| Deportivo Saprissa        | Costa Rica | 2003-2006 |

### Como entrenador
| Club                             | País       | Año            |
| -------------------------------- | ---------- | -------------- |
| Generación Saprissa              | Costa Rica | 2006-2007      |
| Selección Sub-20 de Costa Rica   | Costa Rica | 2007-2011      |
| Selección de Costa Rica          | Costa Rica | 2010;2011      |
| Selección Olímpica de Costa Rica | Costa Rica | 2011           |
| Comunicaciones F. C.             | Guatemala  | 2011-2012      |
| Deportivo Saprissa               | Costa Rica | 2012-2014      |
| C. S. Uruguay de Coronado        | Costa Rica | 2016           |
| Comunicaciones F. C.             | Guatemala  | 2017-2018      |
| Selección de Costa Rica          | Costa Rica | 2018;2019-2021 |
| Antigua Guatemala F. C.          | Guatemala  | 2023           |
| Comunicaciones F. C.             | Guatemala  | 2024-presente  |

## Estadísticas

### Jugador

#### Participaciones internacionales
| Competición                     | Sede           | Resultado        |
| ------------------------------- | -------------- | ---------------- |
| Copa Mundial Sub-20 de 1989     | Arabia Saudita | Fase de grupos   |
| Copa Mundial de 1990            | Italia         | Octavos de final |
| Copa de Oro de la Concacaf 1991 | Estados Unidos | Cuarto lugar     |
| Copa de Naciones UNCAF 1993     | Honduras       | Subcampeón       |
| Copa de Naciones UNCAF 1997     | Guatemala      | Campeón          |
| Copa América 1997               | Bolivia        | Fase de grupos   |
| Copa Mundial de Clubes de 2005  | Japón          | Tercer lugar     |

#### Goles internacionales
| Núm. | Fecha                   | Lugar                                                       | Rival                        | Gol | Resultado | Competición                     |
| ---- | ----------------------- | ----------------------------------------------------------- | ---------------------------- | --- | --------- | ------------------------------- |
| 1    | 23 de junio de 1990     | Stadio San Nicola, Bari, Italia                             | Checoslovaquia               | 1-1 | 4-1       | Copa Mundial de 1990            |
| 2    | 4 de marzo de 1992      | Estadio Nacional, San José, Costa Rica                      | El Salvador                  | 2-0 | 2-0       | Amistoso                        |
| 3    | 15 de noviembre de 1992 | Arnos Vale Stadium, Kingstown, San Vicente y las Granadinas | San Vicente y las Granadinas | 0-1 | 0-1       | Eliminatoria al Mundial de 1994 |
| 4    | 25 de agosto de 1996    | Estadio Edgardo Baltodano, Guanacaste, Costa Rica           | Chile                        | 1-0 | 1-1       | Amistoso                        |
| 5    | 5 de febrero de 1997    | Estadio Morera Soto, Alajuela, Costa Rica                   | Eslovaquia                   | 2-2 | 2-2       | Amistoso                        |

### Entrenador

#### Rendimiento
Datos actualizados al último partido dirigido el 9 de junio de 2021.
| Equipo                         | Torneo | Estadísticas | Estadísticas | Estadísticas | Estadísticas | Estadísticas | Estadísticas | Estadísticas | Estadísticas |
| Equipo                         | Torneo | PJ           | G            | E            | P            | GF           | GC           | DG           |              |
| ------------------------------ | ------ | ------------ | ------------ | ------------ | ------------ | ------------ | ------------ | ------------ | ------------ |
| Costa Rica Sub-20              |        |              |              |              |              |              |              |              |              |
| Elim. Premundial 2009          | 2      | 2            | 0            | 0            | 6            | 1            | +5           |              |              |
| Premundial 2009                | 5      | 3            | 2            | 0            | 6            | 1            | +5           |              |              |
| Mundial 2009                   | 7      | 3            | 1            | 3            | 10           | 11           | -1           |              |              |
| Elim. Premundial 2011          | 2      | 1            | 0            | 1            | 4            | 1            | +3           |              |              |
| Premundial 2011                | 5      | 4            | 0            | 1            | 15           | 5            | +10          |              |              |
| Mundial 2011                   | 4      | 1            | 0            | 3            | 6            | 12           | -6           |              |              |
| Total                          | 25     | 14           | 3            | 8            | 47           | 31           | +16          |              |              |
| Costa Rica                     |        |              |              |              |              |              |              |              |              |
| Amistosos                      | 9      | 2            | 1            | 6            | 7            | 17           | -10          |              |              |
| Total                          | 9      | 2            | 1            | 6            | 7            | 17           | -10          |              |              |
| Costa Rica Olímpica            |        |              |              |              |              |              |              |              |              |
| Elim. Preolímpico 2012         | 4      | 1            | 2            | 1            | 8            | 5            | +3           |              |              |
| Total                          | 4      | 1            | 2            | 1            | 8            | 5            | +3           |              |              |
| Comunicaciones F. C.           |        |              |              |              |              |              |              |              |              |
| Clausura 2012                  | 24     | 13           | 4            | 7            | 40           | 25           | +15          |              |              |
| Apertura 2012                  | 28     | 19           | 7            | 2            | 50           | 19           | +31          |              |              |
| Total                          | 52     | 32           | 11           | 9            | 90           | 44           | +46          |              |              |
| Deportivo Saprissa             |        |              |              |              |              |              |              |              |              |
| Verano 2013                    | 24     | 11           | 7            | 6            | 35           | 25           | +10          |              |              |
| Copa 2013                      | 7      | 4            | 3            | 0            | 13           | 5            | +8           |              |              |
| Invierno 2013                  | 24     | 13           | 6            | 5            | 39           | 26           | +13          |              |              |
| Verano 2014                    | 26     | 15           | 9            | 2            | 48           | 20           | +28          |              |              |
| Copa 2014                      | 6      | 3            | 2            | 1            | 19           | 9            | +10          |              |              |
| Invierno 2014                  | 7      | 4            | 1            | 2            | 14           | 10           | +4           |              |              |
| Liga de Campeones              | 3      | 1            | 1            | 1            | 5            | 4            | +1           |              |              |
| Total                          | 97     | 51           | 29           | 17           | 173          | 99           | +74          |              |              |
| C. S. Uruguay de Coronado      |        |              |              |              |              |              |              |              |              |
| Verano 2016                    | 18     | 3            | 4            | 11           | 14           | 26           | -12          |              |              |
| Total                          | 18     | 3            | 4            | 11           | 14           | 26           | -12          |              |              |
| Guatemala Comunicaciones F. C. |        |              |              |              |              |              |              |              |              |
| Clausura 2017                  | 16     | 5            | 9            | 2            | 13           | 9            | +4           |              |              |
| Apertura 2017                  | 22     | 9            | 7            | 6            | 28           | 20           | +8           |              |              |
| Clausura 2018                  | 9      | 3            | 3            | 3            | 6            | 9            | -3           |              |              |
| Total                          | 47     | 17           | 19           | 11           | 47           | 38           | +9           |              |              |
| Costa Rica                     |        |              |              |              |              |              |              |              |              |
| Amistosos                      | 14     | 2            | 2            | 10           | 11           | 26           | -15          |              |              |
| Liga de Naciones               | 6      | 1            | 5            | 0            | 6            | 5            | +1           |              |              |
| Total                          | 20     | 3            | 7            | 10           | 17           | 31           | -14          |              |              |
| Total                          | Total  | 272          | 123          | 76           | 73           | 403          | 291          | +112         |              |

#### Competencias internacionales dirigidas
| Competición                           | Sede                                | Resultado        |
| ------------------------------------- | ----------------------------------- | ---------------- |
| Campeonato Sub-20 de la Concacaf 2009 | Trinidad y Tobago                   | Campeón          |
| Copa Mundial Sub-20 de 2009           | Egipto                              | Cuarto lugar     |
| Campeonato Sub-20 de la Concacaf 2011 | Guatemala                           | Subcampeón       |
| Copa Mundial Sub-20 de 2011           | Colombia                            | Octavos de final |
| Liga de Naciones 2019-20              | América del Norte, Central y Caribe | Cuarto lugar     |

#### Encuentros dirigidos con la Selección de Costa Rica
| 1  | Estadio Ingeniero Hilario Sánchez, San Juan, Argentina | Argentina            | 26 de enero de 2010      | 3 - 2 | Amistoso internacional   |
| 2  | Estadio Bollaert-Delelis, Lens, Francia                | Francia              | 26 de mayo de 2010       | 2 - 1 | Amistoso internacional   |
| 3  | Stade de Tourbillon, Sion, Suiza                       | Suiza                | 1 de junio de 2010       | 0 - 1 | Amistoso internacional   |
| 4  | Estadio Pasienky, Bratislava, Eslovaquia               | Eslovaquia           | 5 de junio de 2010       | 3 - 0 | Amistoso internacional   |
| 5  | Estadio Defensores del Chaco, Asunción, Paraguay       | Paraguay             | 11 de agosto de 2010     | 2 - 0 | Amistoso internacional   |
| 6  | Estadio Rommel Fernández, Panamá, Panamá               | Panamá               | 3 de septiembre de 2010  | 2 - 2 | Amistoso internacional   |
| 7  | Estadio Nacional, Kingston, Jamaica                    | Jamaica              | 5 de septiembre de 2010  | 1 - 0 | Amistoso internacional   |
| 8  | StubHub Center, California, Estados Unidos             | Estados Unidos       | 2 de septiembre de 2011  | 0 - 1 | Amistoso internacional   |
| 9  | Estadio Olímpico Atahualpa, Quito, Ecuador             | Ecuador              | 6 de septiembre de 2011  | 4 - 0 | Amistoso internacional   |
| 10 | Goyang Stadium, Gyeonggi, Corea del Sur                | Corea del Sur        | 7 de septiembre de 2018  | 2 - 0 | Amistoso internacional   |
| 11 | Suita City Football Stadium, Osaka, Japón              | Japón                | 11 de septiembre de 2018 | 3 - 0 | Amistoso internacional   |
| 12 | Estadio Universitario, Monterrey, México               | México               | 11 de octubre de 2018    | 3 - 2 | Amistoso internacional   |
| 13 | Red Bull Arena, Nueva Jersey, Estados Unidos           | Colombia             | 16 de octubre de 2018    | 1 - 3 | Amistoso internacional   |
| 14 | Estadio El Teniente, Rancagua, Chile                   | Chile                | 16 de noviembre de 2018  | 2 - 3 | Amistoso internacional   |
| 15 | Estadio Monumental, Arequipa, Perú                     | Perú                 | 20 de noviembre de 2018  | 2 - 3 | Amistoso internacional   |
| 16 | Estadio Thomas Robinson, Nasáu, Bahamas                | Haití                | 10 de octubre de 2019    | 1 - 1 | Liga de Naciones 2019-20 |
| 17 | Estadio Morera Soto, Alajuela, Costa Rica              | Curazao              | 13 de octubre de 2019    | 0 - 0 | Liga de Naciones 2019-20 |
| 18 | Estadio Ergilio Hato, Willemstad, Curazao              | Curazao              | 14 de noviembre de 2019  | 1 - 2 | Liga de Naciones 2019-20 |
| 19 | Estadio Ricardo Saprissa, San José, Costa Rica         | Haití                | 17 de noviembre de 2019  | 1 - 1 | Liga de Naciones 2019-20 |
| 20 | Dignity Health Sports Park, California, Estados Unidos | Estados Unidos       | 1 de febrero de 2020     | 1 - 0 | Amistoso internacional   |
| 21 | Estadio Nacional, San José, Costa Rica                 | Panamá               | 10 de octubre de 2020    | 0 - 1 | Amistoso internacional   |
| 22 | Estadio Nacional, San José, Costa Rica                 | Panamá               | 13 de octubre de 2020    | 0 - 1 | Amistoso internacional   |
| 23 | Stadion Hartberg, Estiria, Austria                     | Catar                | 13 de noviembre de 2020  | 1 - 1 | Amistoso internacional   |
| 24 | Estadio Municipal de Ipurúa, Guipúzcoa, España         | Euskadi              | 17 de noviembre de 2020  | 2 - 1 | Amistoso internacional   |
| 25 | Bilino Polje, Zenica, Bosnia y Herzegovina             | Bosnia y Herzegovina | 27 de marzo de 2021      | 0 - 0 | Amistoso internacional   |
| 26 | Stadion Wiener Neustadt, Baja Austria, Austria         | México               | 30 de marzo de 2021      | 0 - 1 | Amistoso internacional   |
| 27 | Empower Field, Colorado, Estados Unidos                | México               | 3 de junio de 2021       | 0 - 0 | Liga de Naciones 2019-20 |
| 28 | Empower Field, Colorado, Estados Unidos                | Honduras             | 6 de junio de 2021       | 2 - 2 | Liga de Naciones 2019-20 |
| 29 | Rio Tinto Stadium, Utah, Estados Unidos                | Estados Unidos       | 9 de junio de 2021       | 4 - 0 | Amistoso internacional   |

## Palmarés

### Como jugador

#### Títulos nacionales
| Título                         | Equipo               | País       | Año  |
| ------------------------------ | -------------------- | ---------- | ---- |
| Primera División de Costa Rica | Deportivo Saprissa   | Costa Rica | 1989 |
| Primera División de Costa Rica | Deportivo Saprissa   | Costa Rica | 1994 |
| Primera División de Costa Rica | Deportivo Saprissa   | Costa Rica | 1995 |
| Primera División de Costa Rica | Deportivo Saprissa   | Costa Rica | 1998 |
| Liga Nacional de Guatemala     | Comunicaciones F. C. | Guatemala  | 1999 |
| Liga Nacional de Guatemala     | Comunicaciones F. C. | Guatemala  | 1999 |
| Liga Nacional de Guatemala     | Comunicaciones F. C. | Guatemala  | 2001 |
| Primera División de Costa Rica | Deportivo Saprissa   | Costa Rica | 2004 |
| Primera División de Costa Rica | Deportivo Saprissa   | Costa Rica | 2006 |

#### Títulos internacionales
| Título                           | Equipo             | Sede           | Año  |
| -------------------------------- | ------------------ | -------------- | ---- |
| Copa de Campeones de la Concacaf | Deportivo Saprissa | Guatemala      | 1993 |
| Copa de Campeones de la Concacaf | Deportivo Saprissa | Costa Rica     | 1995 |
| Copa de Naciones UNCAF           | Costa Rica         | Guatemala      | 1997 |
| Copa Interclubes UNCAF           | Deportivo Saprissa | Estados Unidos | 2003 |
| Copa de Campeones de la Concacaf | Deportivo Saprissa | México         | 2005 |

### Como entrenador

#### Títulos nacionales
| Título                         | Equipo               | País       | Año  |
| ------------------------------ | -------------------- | ---------- | ---- |
| Liga Nacional de Guatemala     | Comunicaciones F. C. | Guatemala  | 2012 |
| Torneo de Copa de Costa Rica   | Deportivo Saprissa   | Costa Rica | 2013 |
| Primera División de Costa Rica | Deportivo Saprissa   | Costa Rica | 2014 |

#### Títulos internacionales
| Título                           | Equipo            | Sede              | Año  |
| -------------------------------- | ----------------- | ----------------- | ---- |
| Campeonato Sub-20 de la Concacaf | Costa Rica Sub-20 | Trinidad y Tobago | 2009 |